# 克羅埃西亞人
克罗地亚人，為南斯拉夫人的一種分支，總數在700萬—900萬。克罗地亚人人多信仰天主教，使用克罗地亚语，聚居在克罗地亚和波黑及周邊地區，也廣泛散居在世界各地。